# Cinq Maîtres de la Renaissance florentine
Cinq Maîtres de la Renaissance florentine est une œuvre peinte  à l'huile sur bois du XVe ou du XVIe siècle comportant les portraits de Giotto di Bondone, Paolo Uccello, Donatello, Antonio Manetti et Filippo Brunelleschi.

## Histoire
La peinture de 21,3 × 65,5 cm est probablement un élément provenant de la décoration peinte d'une pièce.  Vasari décrit un tableau de ce type dans la maison de Giuliano da Sangallo à Florence, l'attribue en 1550 à Masaccio puis en 1568 à Uccello. Depuis son auteur n'est pas défini avec certitude. 
De Florence en 1550, la peinture  arriva en France, acquise en  1847 par le musée du Louvre.
L'historien de l'art Pope-Hennessy démontra que les noms du cartellino sont des repeints du XVIe siècle.

## Description
Les portraits de ces artistes, peintres, architectes, sculpteurs, auteurs italiens sont conjoints dans le même espace perspectif (prospettiva littéralement « point de vue ») : les visages des personnages des extrémités sont tournés vers le centre occupé par Donatello vu de face, regardant le spectateur : à l'extrême  droite Brunelleschi est peint clairement de profil, Giotto, à gauche lui aussi affiché de profil l'est d'un quart ; Manetti et Uccello aux trois-quarts vers la gauche, regardant plus spécifiquement leur maître Giotto.

## Sources
- Notice no 000PE027424, sur la plateforme ouverte du patrimoine, base Joconde, ministère français de la Culture